# Tůně u Špačků
Tůně u Špačků jsou přírodní památka, která se nachází v Českobudějovické pánvi u ramene řeky Malše, na jižním okraji města České Budějovice, 2,5 kilometru západně od obce Staré Hodějovice v okrese České Budějovice. Důvodem ochrany jsou tůně s výskytem řezanu pilolistého (Stratiotes aloides).

## Název
Lokalita se nazývá podle blízké usedlosti. Na tomto místě je již v roce 1767 doložen název Spaten Heußl, (později Spatzenhäusl, Vrabčí domek), což může pocházet z německého Spaten (lopata) a má zřejmě souvislost se skladem nářadí pro těžbu písku v této lokalitě. V roce 1803 koupila domek rodina Ticháčků a přestavěla jej na statek. V roce 1892 zde otevřeli výletní restauraci.